# Weston (Flórida)
Weston é uma cidade localizada no estado americano da Flórida, no condado de Broward. Foi incorporada em 1996. O condado de Broward fica localizado a 32 milhas do condado de Miami-Dade. Weston é conhecida como uma cidade-dormitório, pela alta quantidade de pessoas que moram em Weston e trabalham em Miami-Dade.

## Resumo
Weston se tornou uma cidade no dia 3 de Setembro de 1996. A maioria da comunidade foi desenvolvida pela mesma criadora do Walt Disney World Resort. De acordo com o Censo dos Estados Unidos de 2010, Weston tem uma população de aproximadamente 65 mil pessoas. 

## Clima
Weston tem um Clima equatorial segundo a Classificação climática de Köppen-Geiger. Os Invernos são geralmente secos e "quentes" durante o fenômeno La Niña. Já durante o El Niño, Weston tem um clima mais frio e chuvoso. Localizada a 313m acima do nível do mar, a média de temperatura é de 23.6°C.

## Geografia
Weston está localizada nas coordenadas (26.107534, −80.388151) , ao lado oeste de Broward County. 
Faz fronteira com: Sunrise (Nordeste), Davie (Leste), Southwest Ranches (Sul) e Everglades (Oeste e Norte).
De acordo com o United States Census Bureau, a cidade tem uma área de 68,2 km², onde 65,2 km² estão cobertos por terra e 3 km² por água.

### Localidades na vizinhança
O diagrama seguinte representa as localidades num raio de 16 km ao redor de Weston.

## Demografia
| Demografia de Weston                               | Demografia de Weston | Demografia de Weston | Demografia de Weston |
| Census de 2010                                     | Weston               | Broward County       | Florida              |
| -------------------------------------------------- | -------------------- | -------------------- | -------------------- |
| População Total                                    | 65,333               | 1,748,066            | 18,801,310           |
| Mudança da população em porcentagem de 2000 a 2010 | +32.7%               | +7.7%                | +17.6%               |
| Densidade Demográfica                              | 2,596.6/sq mi        | 1,444.9/sq mi        | 350.6/sq mi          |
| Brancos (incluindo brancos hispânicos)             | 85.8%                | 63.1%                | 75.0%                |
| Brancos não-hispânicos                             | 44.8%                | 43.5%                | 57.9%                |
| Negros                                             | 4.4%                 | 26.7%                | 16.0%                |
| Hispânicos e Latinos                               | 44.9%                | 25.1%                | 22.5%                |
| Asiáticos                                          | 4.6%                 | 3.2%                 | 2.4%                 |
| Americanos Nativos ou Nativos do Alasca            | 0.1%                 | 0.3%                 | 0.4%                 |
| Nativos das Ilhas Pacíficas ou Nativos havaianos   | 0.0%                 | 0.1%                 | 0.1%                 |
| Americanos Multirraciais                           | 2.4%                 | 2.9%                 | 2.5%                 |
| Outras Raças                                       | 4.2%                 | 3.7%                 | 3.6%                 |

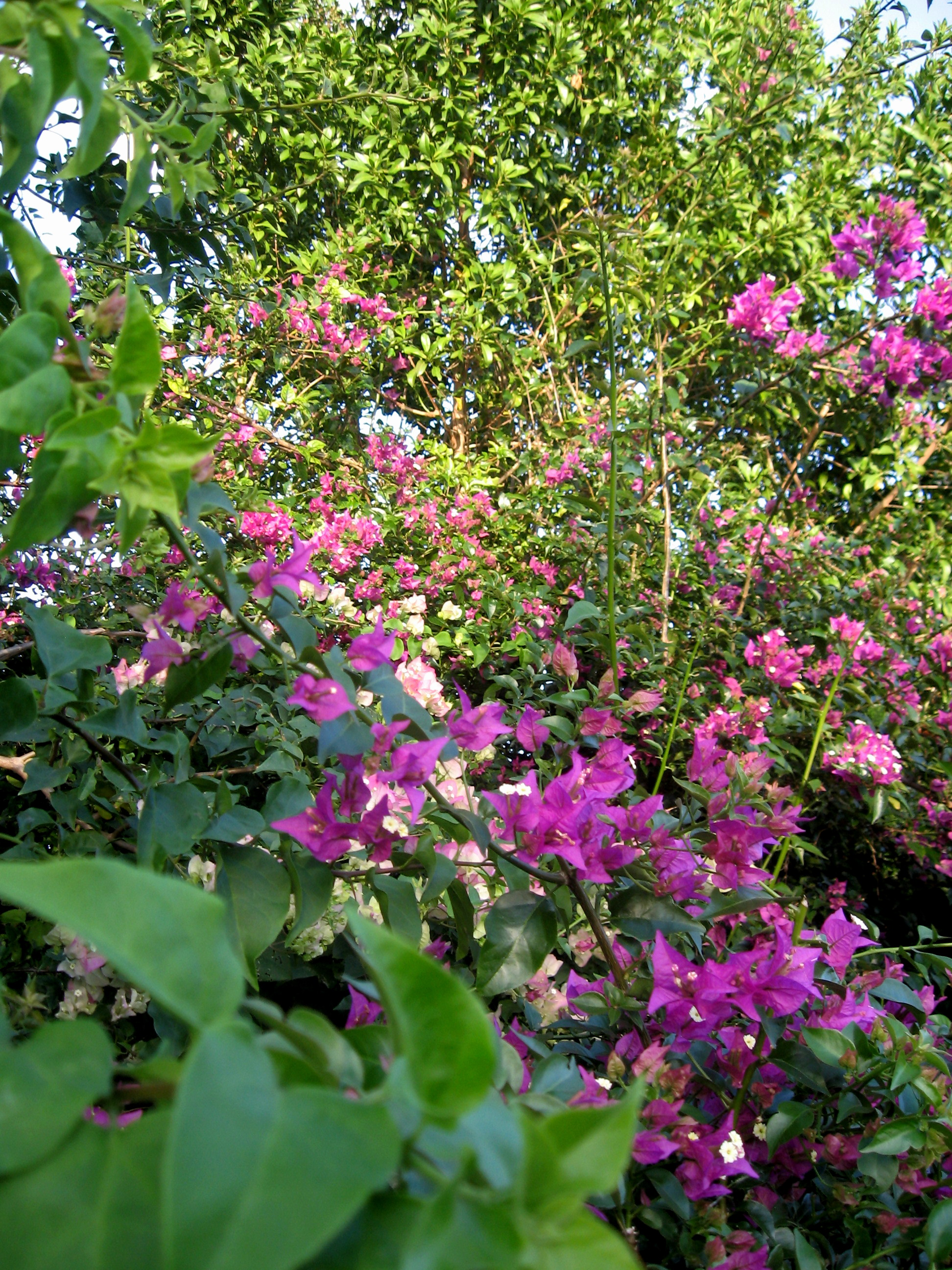
Flores em um jardim localizado em Weston

Em 2010, Weston possuía 24.394 casas, sendo que 13.0% das mesmas estavam desocupadas. No ano de 2000, o número de residências era de 16.576 e em 51.3% delas, havia ao menos um cidadão menor de idade, 71.0% eram a moradia de casais, 9.0% possuíam mulheres solteiras e 17.6% eram casas sem uma família presente. 
Ainda em 2000, a distribuição de idade da cidade era a seguinte: 32.4% eram menores de idade, 5.0% tinham entre 18-24 anos, 36.1% de 25 a 44, 19.8% de 45 a 64 e 6.7% acima de 65 anos. A média de idade portanto era de 34 anos.
No mesmo ano, a língua nativa falada por 62.5% da população era o Inglês, 31.40% tinham o Espanhol como idioma nativo, 1.3% tinha o Português como língua utilizada em seus lares e 0.82% tinham o francês. 

## Economia
De acordo com um estudo realizado em 2010, a média de renda de uma família em Weston era de $93,553.  2,3% da população na época estava abaixo da linha de pobreza. 
Algumas companhias possuem centros de operações em Weston. DHL, Marriott Internacional e Wendy's são algumas delas.

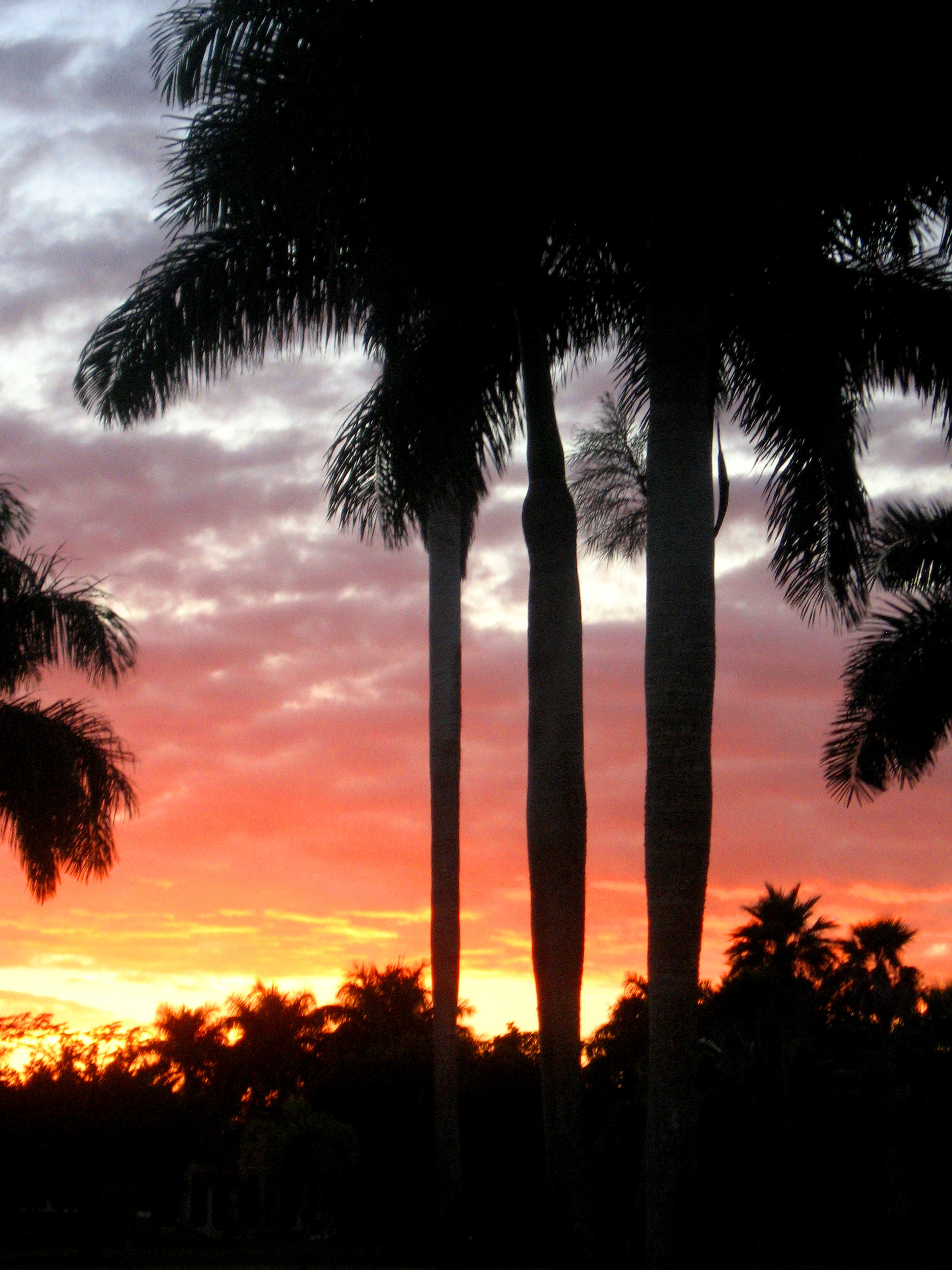
Windmill Ranches

## Transporte
Algumas das grandes rodovias do estado da Flórida passam por Weston, como por exemplo a Interstate 75 (I-75) e a nacional U.S. Route 27 (US 27). A cidade de Weston faz parte da rota da maioria dos ônibus do condado de Broward. O serviço é prestado pela Broward County Transit.

## Educação
A BCPS comanda as escolas públicas da cidade de Weston.

### Escolas de Ensino Fundamental
- Eagle Point Elementary School [9]
- Everglades Elementary School [10]
- Gator Run Elementary School [11]
- Country Isles Elementary School [12]
- Indian Trace Elementary School [13]
- Manatee Bay Elementary School [14]

### Escolas de Ensino Fundamental II
- Falcon Cove Middle School [15]
- Tequesta Trace Middle School [16]

### Escolas do Ensino Médio
- Cypress Bay High School [17]
- Western High School (devido ao zoneamento) [18]

### Escolas Privadas
- Sagemont School
- Weston Christian Academy
- Cambridge School

### Ensino Avançado
- American InterContinental University South Florida Campus
- Broward College (campus localizado no 2ª Andar da Broward County Public Library)

## Esportes
A cidade possui um contrato com a Weston Sports Alliance, Inc., uma organização voluntária, para a organização de ligas e campeonatos em geral. Os esportes praticados são: Baseball/Softball, Basquete, Futebol Americano, Futebol, Lacrosse e Rugby. De acordo com a prefeitura de Weston, mais de 9000 pessoas participam das atividades. 
O futebol é o esporte mais popular da área, e muito se deve ao FUTSOC (clube juvenil) que inclusive já recebeu uma honraria da prefeitura da cidade.  O Weston FC também tem destaque na região e no estado da Flórida.

## Parques
Existem muitos parques localizados em Weston. Um dos destaques é uma árvore de mais de 8.000 plantada na cidade. 
- Country Isles Park - Localizado perto do Weston Town Center, o parque é pet-friendly. [22]
- Eagle Point Park - Localizado perto da Eagle Point Elementary School, o parque possui dois campos de baseball e uma quadra de vôlei de areia. [23]
- Emerald Estates Park - O parque possui uma quadra de basquete, quadras de tênis, locais para piquinique com grelha e é dog friendly. [24]
- Gator Run Park - Localizado ao lado da Gator Run Elementary School. [25]
- Heron Park - Localizado perto da Country Isles Elementary School, o parque possui um campo de futebol/futebol americano. [26]
- Indian Trace Park - O parque possui um campo de baseball, um campo de futebol/futebol americano e é dog friendly. [27]
- Weston Library Park - Localizado ao lado da Cypress Bay High School, o parque possui gazebos e foi criado com a intenção de ser um lugar calmo para estudos e leitura. [28]
- Peace Mound Park - O parque possui um deck para pescaria, locais para piqueniques e é dog-friendly. [29]
- Tequesta Trace Park - Casa do FUTSOC, Weston Rattlers, Weston Warriors e Okapi Wanderers Rugby FC. [30]
- Weston Town Center Park - O parque possui um Anfiteatro, utilizado em eventos da cidade. [31]
- Vista Park - Localizado perto da Cypress Bay High School, o parque possui quatro campos de futebol aprovados por especialistas.[32]
- Weston Regional Park - Casa dos Weston Hawks, o parque é o maior da cidade e possui multíplas atividades e campos para prática esportiva. [33]
- Windmill Ranch Park - Localizado perto da Everglades Elementary School, o parque possui um campo de futebol/futebol americano. [34]

## Weston Town Center
O Weston Town Center é um shopping center localizado na esquina da Royal Palm Boulevard com a Bonaventure Boulevard. Salões e botiques podem ser encontrados lá, e segundo a prefeitura, várias opções de jantar também estão disponíveis no local. 
A construção do shopping foi aprovada em Novembro de 1999 e o projeto custou em torno de 42 milhões de dólares. O local foi se adaptando durante os anos e recentemente se tornou também a casa da clínica Baptist Health Urgent Care. 